# Aulo Postumio Albino Lusco
Aulo Postumio Albino Lusco  fue un político y militar de la República romana del siglo II a. C.

## Carrera política
Ocupó el cargo de edil curul en 187 a. C., año en el que ofreció al pueblo unos juegos de gran envergadura, llegó a pretor en el año 185 a. C. y ocupó el consulado en 180 a. C. Durante su consulado dirigió al ejército en una guerra contra los ligures.
Fue censor en 174 a. C. junto con Quinto Fulvio Flaco y, según las fuentes, su censura fue bastante severa. Expulsaron a nueve miembros del Senado romano, y degradaron a muchos miembros del rango ecuestre. Sin embargo, llevaron a cabo muchas obras públicas.
Durante su censura fue elegido miembro del colegio sacerdoral (decemviri sacrorum), ocupando el lugar de Lucio Cornelio Léntulo. En 175 a. C. fue enviado al norte de Grecia como mediador entre dardanios y tesalios, por un lado, y bastarnos y Perseo de Macedonia por otro. En 171 a. C. fue enviado como embajador a Creta, y fue uno de los diez comisionados que, tras la conquista de Macedonia en 168 a. C., fueron enviados a resolver los asuntos de la región junto con Lucio Emilio Paulo Macedónico.
Tito Livio se refiere en varias ocasiones a él como "Luscus", lo que podría suponer que fuera ciego de un ojo.
Fue probablemente hermano de Espurio Postumio Albino Paululo y de Lucio Postumio Albino, y padre de Aulo Postumio Albino, cónsul en 151 a. C.